# James Deen
Bryan Matthew Sevilla (Los Ángeles, California, Estados Unidos, 7 de febrero de 1986), conocido como James Deen, es un actor y director pornográfico estadounidense.

## Biografía
Bryan Matthew Sevilla nació el 7 de febrero de 1986 en el condado de Los Ángeles, California. Sus amigos comenzaron a llamarlo James Deen debido a la manera en que fumaba, similar a como el actor James Dean lo hacía. Cuando tenía quince años se fue de su casa y pasaba el tiempo con sus amigos «gutter punk», término que describe a individuos punk que viven en las calles. Cuando era adolescente escuchó una entrevista hecha a la actriz pornográfica Jenna Jameson en el programa de radio Loveline. Cuando el público llamó para hacerle preguntas a Jenna, un hombre preguntó cómo podía convertirse en actor porno; Jenna contestó que él necesitaba poder masturbarse en una habitación llena con veinte de sus mejores amigos. Teniendo esto en cuenta, Deen comenzó a tener sexo en fiestas y raves. Trabajó en un Starbucks y tomó clases en un centro comunitario.

## Trayectoria
James se hizo aficionado al cine porno desde los once años y su sueño de ser actor de este tipo de películas surgió a los trece años de edad. James dice que él nació mucho más «avispado» que los otros niños.
A la edad de diecisiete años, mientras estaba estudiando, decidió entrar a la industria del cine para adultos, conociendo a chicas que tenían conexiones con la industria del porno. Gracias a esto conoció a Pamela Peaks, quien lo ayudó a escoger su nombre artístico. Fue representado en ese entonces por World Modeling, sin embargo, se le dificultó encontrar trabajo debido a que tenía dieciocho años y no tenía experiencia frente a las cámaras. Después de entrar a la industria porno en 2004, comenzó filmando con mujeres mayores. Aunque es más conocido por producciones conocidas como «female-friendly»; también ha participado en producciones enfocadas a un público masculino.
Deen ha participado en más de 1300 películas, y ha llegado a ganar más de 200.000 dólares al mes por sus actuaciones, aunque él mismo ha dicho que está sobrepagado.
El 27 de junio de 2018, Deen publicó una entrada final en su blog James Deen Blog, donde indicaba que tomará una pausa indefinida de la industria del porno.

## Controversias
El 28 de noviembre de 2015, su exnovia y también actriz pornográfica Stoya lo acusó por Twitter de haberla violado. Deen negó las acusaciones, calificándolas de «falsas», «atroces» y «difamatorias». Otra exnovia de Deen, Joanna Angel, fue una de las primeras artistas en apoyar a Stoya. En The Jason Ellis Show, Angel acusó a Deen de ser abusivo a lo largo de su relación de seis años.
Posteriormente, otras mujeres presentaron sus historias de abuso y denunciaron a Deen. Entre ellas se contaban Amber Rayne, Tori Lux, Ashley Fires y una mujer identificada con las siglas T.M. Kora Peters, Nicki Blue, Lily LaBeau y Bree Olson dijeron que Deen era innecesariamente duro en sus escenas.
Debido a las acusaciones, Kink.com, Evil Angel y HardX.com cortaron todos los lazos con Deen, afirmando que «el consentimiento es sacrosanto». Lo mismo hizo el productor de juguetes sexuales Doc Johnson. The Frisky canceló la columna de consejos sexuales de Deen y eliminó los anuncios y enlaces al sitio oficial de Deen de ediciones publicadas anteriormente. Deen renunció voluntariamente como presidente del Comité de Defensa de los Artistas Intérpretes Adultos. Deen dio una entrevista a The Daily Beast tras las acusaciones, donde afirmó estar «desconcertado» por las mismas, aunque no las negó ni ofreció explicaciones alternativas a los hechos.
En julio de 2017, la directora Maria Demopoulos presentó una demanda contra Deen por valor de 150.000 USD por bloquear la distribución de un documental que aborda las numerosas acusaciones de violación y agresión sexual en su contra. El caso se halla pendiente de resolución a fecha de octubre de 2021.

## Premios
- 2008 - XRCO Awards, Best On-Screen Chemistry (with Joanna Angel)
- 2008 - XRCO Awards Unsung Swordsman
- 2009 - AVN Awards Male Performer of the Year
- 2009 - XRCO Awards Best On-Screen Chemistry (with Joanna Angel)
- 2009 - XRCO Awards Male Performer of the Year
- 2010 - XBIZ Awards Male Performer of the Year